# Eleição presidencial no Brasil em 1919
A eleição presidencial brasileira de 1919 foi a nona eleição presidencial e a oitava eleição direta. Foi realizada em 13 de abril nos vinte estados da época. O pleito foi realizado porque o vencedor da eleição de 1918, Rodrigues Alves, faleceu de gripe espanhola antes mesmo de assumir o cargo, e assim, não houve eleição para vice, pois esse havia sido eleito em 1918, sendo Delfim Moreira. Os resultados foram divulgados em 10 de julho.

## Processo eleitoral da República Velha (1889–1930)
De acordo com a Constituição de 1891 que vigorou durante toda a República Velha (1889-1930), o direito ao voto foi determinado a todos os homens com mais de 21 anos que não fossem analfabetos, religiosos ou militares. Mesmo tendo o direito de voto estendido a mais pessoas, pouca parcela da população participava das eleições. A Constituição de 1891 também declarou que todas as eleições presidenciais seriam realizadas em 1º de março. A eleição para presidente e vice eram realizadas individualmente, e o mesmo poderia se candidatar para presidente e vice.
Durante a República Velha, o Partido Republicano Paulista (PRP) e o Partido Republicano Mineiro (PRM) fizeram alianças para fazer prevalecer seus interesses e se revezarem na Presidência da República, assim, esses partidos na maioria das vezes estiveram a frente do governo, até que essas alianças se quebrassem em 1930. Essas alianças são chamadas de política do café com leite.
Nessa época, o voto não era secreto, e existia grande influência dos coronéis - pessoas que detinham o Poder Executivo municipal, e principalmente o poder militar da região. Os coronéis praticavam a fraude eleitoral e obrigavam as pessoas a votarem em determinado candidato (voto de cabresto). Com isso, é impossível determinar exatamente os resultados corretos.

## Candidatos
Dos cinquenta e oito (58) nomes sufragados para Presidente da República, os dois principais foram:
- Epitácio Pessoa: Iniciou a carreira política somente após a proclamação da República. Foi senador duas vezes (em 1897 e 1916) por São Paulo, foi membro do Partido Republicano Paulista. Foi membro das Comissões de Constituição, Poderes e Diplomacia.[6] Na época concorria pelo Partido Republicano Mineiro.
- Ruy Barbosa: Ex-membro do Partido Liberal do período monárquico, além de republicano histórico. Foi Ministro da Justiça e depois Ministro da Fazenda do Brasil no governo de Deodoro da Fonseca, e já tinha se candidatado anteriormente por várias ocasiões como candidato de oposição. Na época concorria pelo Partido Republicano Paulista.

## Resultados
A população aproximada em 1919 era de vinte e nove milhões e setecentas mil (29.700.000), sendo um milhão e setecentos e sessenta e seis (1.766.000) eleitores, dos quais compareceram quatrocentos e dezoito mil (418.000), representando 1,41% da população.
| Eleição para presidente do Brasil em 1919 | Eleição para presidente do Brasil em 1919 | Eleição para presidente do Brasil em 1919 |
| Candidato                                 | Votos                                     | Porcentagem                               |
| ----------------------------------------- | ----------------------------------------- | ----------------------------------------- |
| Epitácio Pessoa                           | 286.373                                   | 70,96%                                    |
| Ruy Barbosa                               | 116.414                                   | 28,85%                                    |
| Altino Arantes Marques                    | 161                                       | 0,04%                                     |
| Outros                                    | 612                                       | 0,15%                                     |
| Votos nominais                            | Votos nominais                            | 403.560                                   |
| Votos brancos/nulos                       | Votos brancos/nulos                       | 14.440                                    |
| Total                                     | Total                                     | 418.000                                   |
| Fonte:                                    |                                           |                                           |

Nota geral: os valores são incertos (ver processo eleitoral).